# Mickey Rourke
Philip Andre "Mickey" Rourke Jr., ameriški igralec, scenarist in nekdanji boksar, * 16. september 1952, Schenectady, New York, ZDA
Rourke je s svojim boksom, kot vodilna vloga, nastopil v več dramskih, akcijskih in trilerskih filmih. 
V osemdesetih letih je Rourke igral v komedijsko-dramakih filmih kot so Večerja 1982), Rumble Fish (1983), kriminalno-črno-komičnem filmu Papež iz Greenwich Villagea (1984) in erotični drami 9½ Weeks (1986). Kritične pohvale je prejel za svoje delo v biografskem filmu Barfly Charlesa Bukowskega in skrivnosti grozljivk Angel Heart (oboje 1987). Leta 1991 je Rourke z Donom Johnsonom in Tomom Sizemorejem igral v kultnem klasičnem akcijskem filmu Harley Davidson in človek Marlboro;  tudi leta 1991 je Rourke - ki je v zgodnjih letih treniral boks - zapustil igranje in za čas postal profesionalni boksar.
Potem ko se je leta 1994 upokojil z boksa, se je Rourke vrnil k igranju in imel stranske vloge v več filmih, med drugim v drami Rainmaker (1997), komedijski drami Buffalo '66 (1998), trilerju Get Carter (2000), skrivnostnem filmu Obljuba (2001), zločinsko komedijski drami Spun (2002), akcijski film Enkrat v Mehiki (2003) in akcijski triler Človek v ognju (2004), ki igra vlogo skorumpiran odvetnik.
Leta 2005 se je Rourke vrnil v igranje k hollywoodskim filmom z vodilno vlogo v akcijskem trilerju Sin City, za katerega je prejel nagrade Čikaškega združenja filmskih kritikov, irske filmske in televizijske nagrade ter spletnega društva za filmske kritike. V filmu The Wrestler iz leta 2008 je Rourke upodobil borca, ki je bil pretežni igralec; Rourke je za svoje delo v filmu prejel nagrado zlati globus leta 2009, nagrado BAFTA in nominacijo za oskarje. Od takrat je Rourke igral v več komercialno uspešnih filmih, med drugim v filmih Iron Man 2 in The Expendables iz leta 2010 ter v filmu Immortals iz leta 2011.